# Claytonia arctica
Claytonia arctica är en källörtsväxtart som beskrevs av Adam. Claytonia arctica ingår i släktet vårskönor, och familjen källörtsväxter. Inga underarter finns listade i Catalogue of Life.